# David Whiteside
Pour les articles homonymes, voir Whiteside.
David Whiteside (6 février 1870-8 mars 1947) est un homme politique canadien de la Colombie-Britannique. Il est député provincial libéral de la circonscription britanno-colombienne de New Westminster de 1917 à 1947.

## Biographie
Né dans la banlieue torontoise de Scarborough en Ontario, Whiteside étudie à Osgoode Hall Law School. En 1895, il entre au Barreau de l'Ontario. En 1899, il s'installe en Colombie-Britannique à Rossland et ensuite à Phoenix (en). Il pratique ensuite le droit avec James Alexander MacDonald dans la firme Macdonald & Whiteside à Grand Forks de 1902 à 1909. Il pratique ensuite avec la firme Whiteside, Edmonds & Whiteside à New Westminster de 1912 à 1925 et après pour la firme McQuarrie, Whiteside & Duncan. En 1938, il est nommé juge à la cour du comté.
Il meurt à Coquitlam en mars 1947 à l'âge de 77 ans.